# SriLankan Airlines
SriLankan Airlines is een luchtvaartmaatschappij uit Sri Lanka met haar thuisbasis op Bandaranaike International Airport in Katunayake.

## Geschiedenis
SriLankan Airlines is opgericht in 1978 als Sr Lanka International Airlines met hulp van Singapore Airlines. In 1979 werd de naam gewijzigd in AirLanka en in 1998 nam Emirates een aandeel van 40% in de maatschappij. Vanaf 1999 wordt de huidige naam gevoerd.
Medio 2012 werd bekendgemaakt dat de luchtvaartmaatschappij zich zou aansluiten bij de Oneworld luchtvaartalliantie. Het lidmaatschap van SriLankan Airlines zal ultimo 2013 geïmplementeerd worden. De luchtvaartmaatschappij heeft reeds codeshare-akkoorden met Malaysia Airlines en zal ook gaan codesharen met de oneworld-partners Royal Jordanian en S7 Airlines.
In juni 2012 beschikte ze over 21 vliegtuigen en vervoerde in 2011 3,5 miljoen passagiers tussen de thuisbasis in Colombo en 34 bestemmingen in 22 landen, verspreid over Azië, Europa en het Midden-Oosten. Naast binnenlandse vluchten is het ook de grootste internationale maatschappij die de Malediven aandoet en bestemmingen in Zuid-India. De gemiddelde leeftijd van de vloot was negen jaar en het bedrijf telde 5.565 medewerkers.  In februari 2018 was de vloot gegroeid tot 27 vliegtuigen, met een gemiddeld leeftijd van 7,8 jaar.
De Sri Lankaanse overheid en lokale overheidsinstantie hebben de meerderheid van de aandelen in handen.

## Bestemmingen
SriLankan Airlines voerde in november 2011 lijndiensten uit naar:

### Azië
- Bangalore, Bangkok, Chennai, Colombo, Delhi, Guangzhou, Hongkong, Karachi, Kochi, Kuala Lumpur, Malé, Mumbai, Peking, Shanghai, Singapore, Trivandrum, Tiruchirappalli, Tokio.

### Midden-Oosten
- Abu Dhabi, Bahrein, Dammam, Doha, Dubai, Jeddah, Koeweit, Muscat, Riyad.

### Europa
- Frankfurt am Main, Londen, Milaan, Moskou, Parijs, Rome.

## Vloot

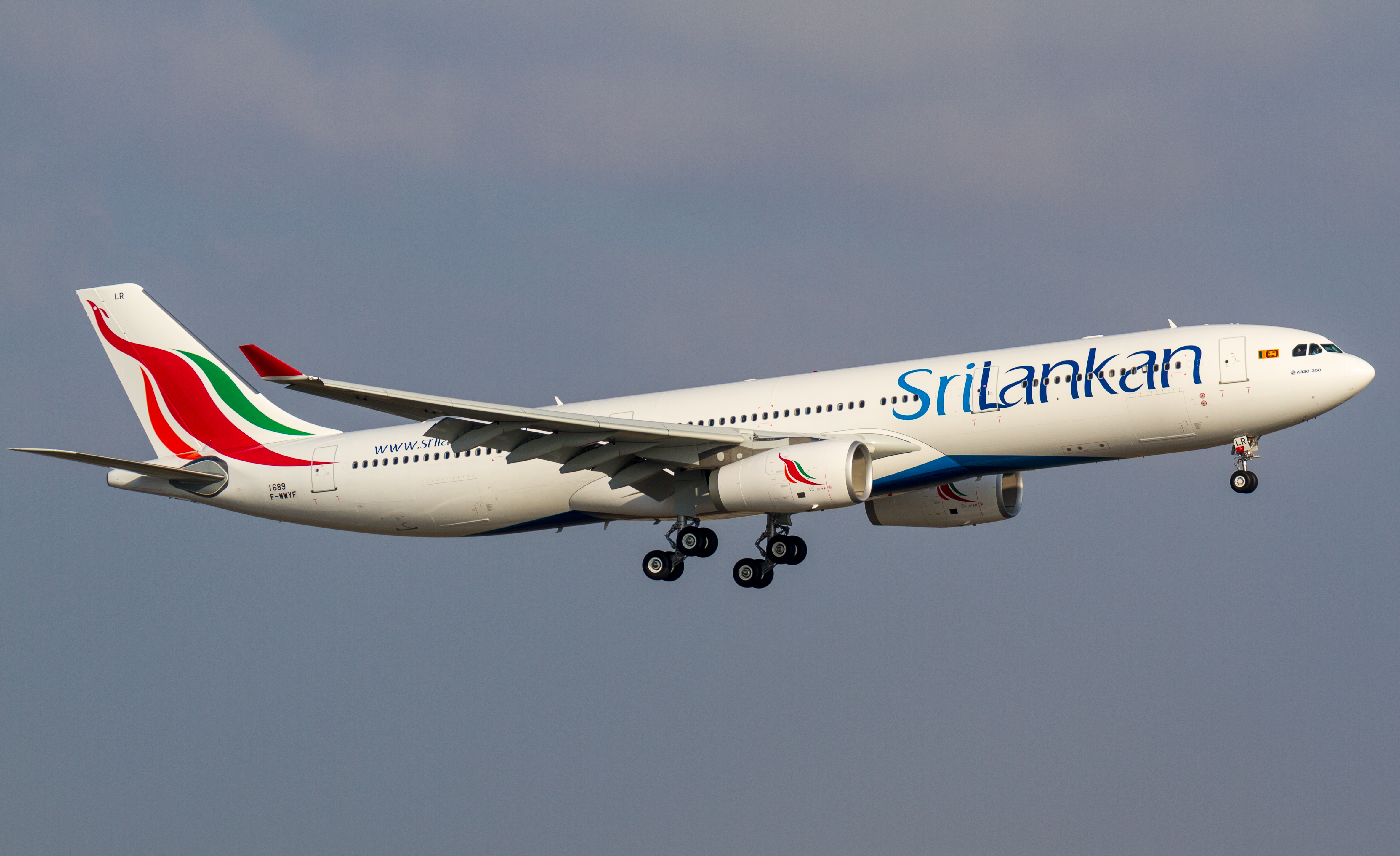
Een Airbus A330 van SriLankan Airlines

De vloot van SriLankan Airlines bestond in februari 2018 uit de volgende 27 toestellen:
- 6 Airbus A320-200
- 2 Airbus A320neo
- 3 Airbus A321-200
- 3 Airbus A321neo
- 6 Airbus A330-200
- 7 Airbus A330-300

De gemiddelde leeftijd van de vliegtuigen is 7,8 jaar. 
In het verleden heeft Sri Lankan ook gevlogen met de Airbus A300, Airbus A319-100 en Airbus A340-300.